# Teolo
Teolo is een gemeente in de Italiaanse provincie Padua (regio Veneto) en telt 8441 inwoners (31-12-2004). De oppervlakte bedraagt 31,1 km², de bevolkingsdichtheid is 271 inwoners per km².
De volgende frazioni maken deel uit van de gemeente: Bresseo, Castelnuovo, Feriole, Praglia, San Biagio, Tramonte, Treponti, Villa.

## Demografie
Teolo telt ongeveer 3132 huishoudens. Het aantal inwoners steeg in de periode 1991-2001 met 7,3% volgens cijfers uit de tienjaarlijkse volkstellingen van ISTAT.
| Jaar | Inwoneraantal |
| ---- | ------------- |
| 1991 | 7715          |
| 2001 | 8277          |

## Geografie
De gemeente ligt op ongeveer 16 m boven zeeniveau.
Teolo grenst aan de volgende gemeenten: Abano Terme, Cervarese Santa Croce, Galzignano Terme, Rovolon, Saccolongo, Selvazzano Dentro, Torreglia, Vo.